# Vyt-lès-Belvoir
Vyt-lès-Belvoir ist eine französische Gemeinde mit 183 Einwohnern (Stand: 1. Januar 2022) im Département Doubs in der Region Bourgogne-Franche-Comté.

## Geographie
Vyt-lès-Belvoir liegt auf 570 m, sieben Kilometer nordnordöstlich von Sancey-le-Grand und etwa 22 Kilometer südwestlich der Stadt Montbéliard (Luftlinie). Das Dorf erstreckt sich im Jura, am Südfuß der Lomontkette, in einer Senke, welche die Verbindung zwischen dem Becken von Sancey und dem Tal der Barbèche herstellt.
Die Fläche des 7,54 km² großen Gemeindegebiets umfasst einen Abschnitt des französischen Juras. Der zentrale Teil des Gebietes wird von der knapp 2 Kilometer breiten und 4 Kilometer langen Senke eingenommen, die durchschnittlich auf 570 m liegt. Sie gehört topographisch zum Einzugsgebiet der Barbèche (linker Zufluss des Doubs). Diese Fläche ist überwiegend von Acker- und Wiesland bestanden. Im Süden wird sie vom Hochplateau des Mont de Belvoir (bis 660 m) flankiert. Nach Norden erstreckt sich das Gemeindeareal über einen relativ steilen, bewaldeten Hang bis auf den Höhenrücken der Lomontkette. Dieser Kamm bildet in geologisch-tektonischer Hinsicht eine Antiklinale des Faltenjuras und ist in West-Ost-Richtung orientiert. Hier wird mit 845 m die höchste Erhebung von Vyt-lès-Belvoir erreicht.
Nachbargemeinden von Vyt-lès-Belvoir sind Anteuil, Hyémondans und Dambelin im Norden, Valonne im Osten, Vernois-lès-Belvoir und Belvoir im Süden sowie Vellerot-lès-Belvoir im Westen.

## Geschichte
Im Mittelalter gehörte Vyt zum Herrschaftsgebiet von Neuchâtel-Urtière. Zusammen mit der Franche-Comté gelangte das Dorf mit dem Frieden von Nimwegen 1678 an Frankreich.

## Sehenswürdigkeiten
Die Dorfkirche Saint-Pierre-et-Paul wurde im Jahr 1833 neu erbaut. Sie beherbergt eine Darstellung der Kreuzabnahme Jesu aus dem 17. Jahrhundert. Am westlichen Ortsrand befindet sich eine Kapelle, die 1871 eingeweiht wurde.

## Bevölkerung
| Jahr                       | 1962 | 1968 | 1975 | 1982 | 1990 | 1999 | 2006 | 2016 |
| Einwohner                  | 111  | 115  | 124  | 163  | 145  | 172  | 166  | 187  |
| Quellen: Cassini und INSEE |      |      |      |      |      |      |      |      |

Mit 183 Einwohnern (Stand 1. Januar 2022) gehört Vyt-lès-Belvoir zu den kleinen Gemeinden des Départements Doubs. Nachdem die Einwohnerzahl in der ersten Hälfte des 20. Jahrhunderts markant abgenommen hatte (1881 wurden noch 249 Personen gezählt), wurde seit Beginn der 1970er Jahre insgesamt wieder eine Bevölkerungszunahme verzeichnet.

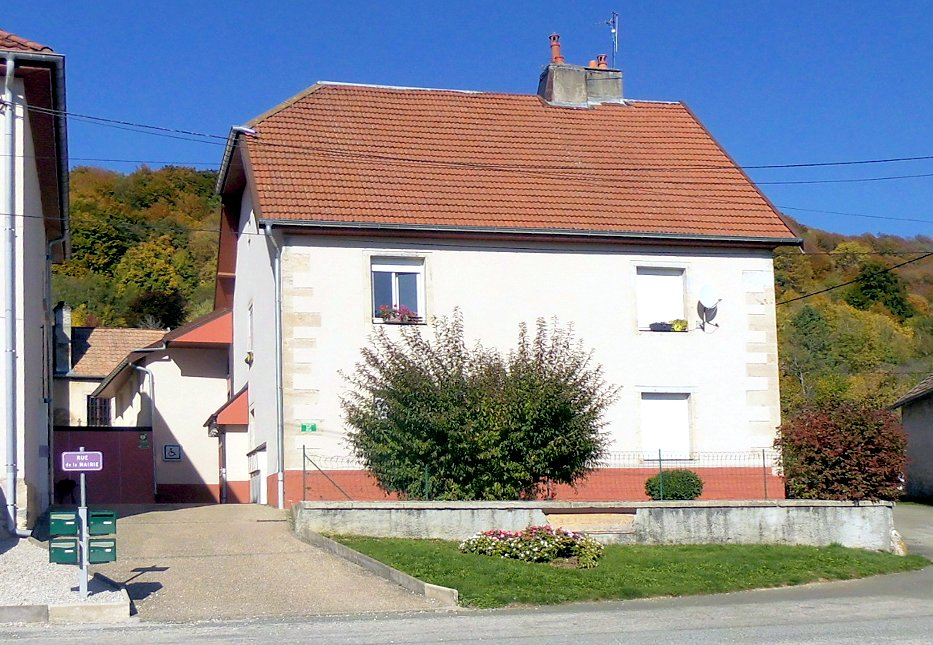
Mairie
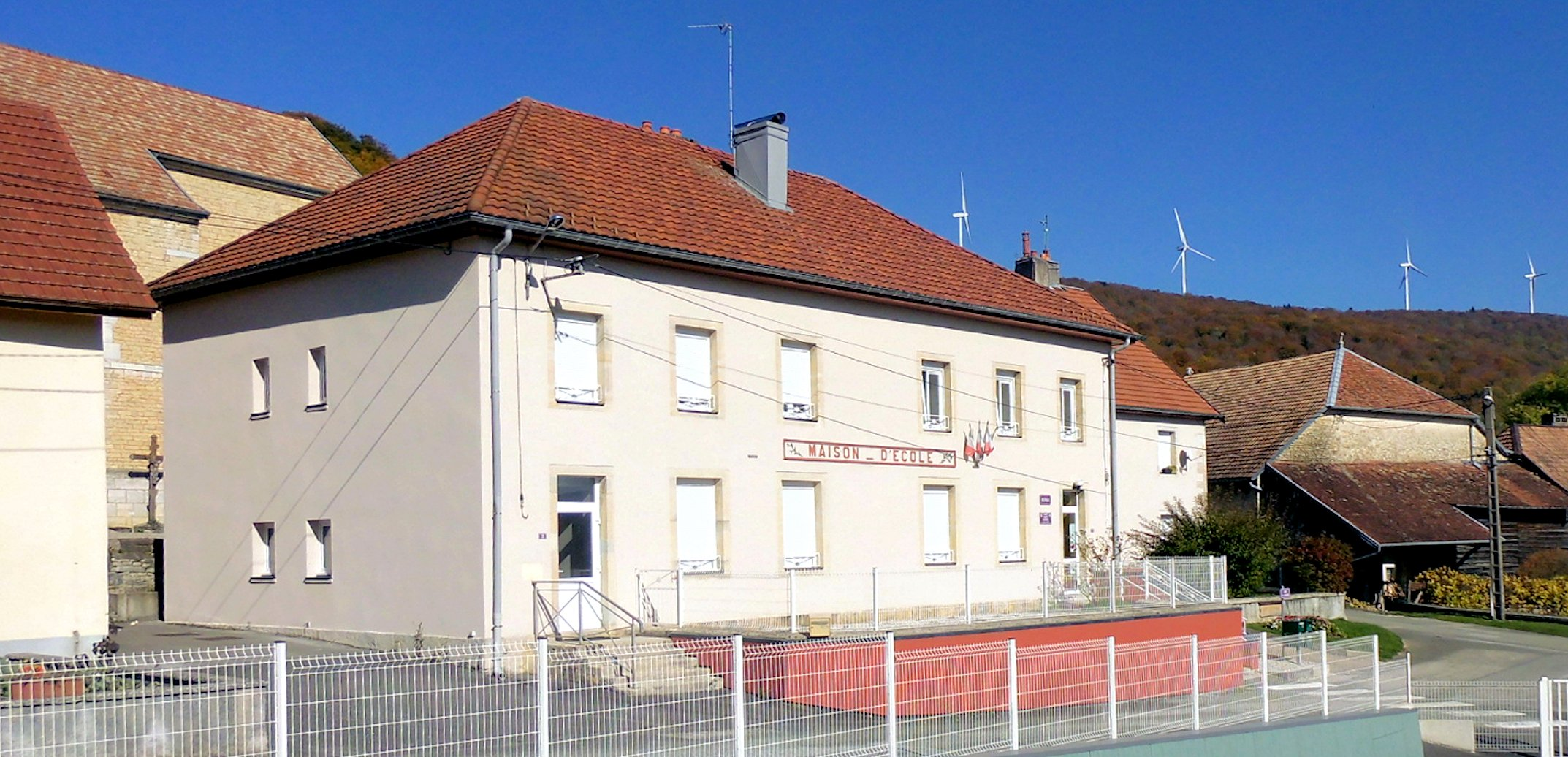
Schulhaus

## Wirtschaft und Infrastruktur
Vyt-lès-Belvoir war bis weit ins 20. Jahrhundert hinein ein vorwiegend durch die Landwirtschaft (Ackerbau, Obstbau und Viehzucht) geprägtes Dorf. Daneben gibt es heute einige Betriebe des lokalen Kleingewerbes. Viele Erwerbstätige sind auch Wegpendler, die in den größeren Ortschaften der Umgebung ihrer Arbeit nachgehen.
Die Ortschaft liegt abseits der größeren Durchgangsstraßen an einer Departementsstraße, die von Sancey-le-Grand nach Noirefontaine führt. Weitere Straßenverbindungen bestehen mit Vellerot-lès-Belvoir und Vernois-lès-Belvoir.